# ハゴバ・アラサテ
ハゴバ・アラサテ・エルストンド（Jagoba Arrasate Elustondo、1978年4月22日 - ）は、スペイン・ベリアトゥア出身の元サッカー選手、現サッカー指導者。ポジションはフォワードだった。2024年よりRCDマジョルカの監督を務める。

## 選手経歴
バスク州ビスカヤ県のベリアトゥアに生まれ、ユース時代はレアル・ソシエダで過ごした。しかし、レアル・ソシエダではトップチーム昇格には至らず、1997年にソシエダを退団してSDエイバルのBチームに移った。その後、バスク地方の下位リーグに所属するクラブを転々とするも、目立った実績を残せず、2007年に29歳で現役を引退した。

## 指導者経歴
引退後すぐに指導者の道に進み、2010年までに2つのアマチュアクラブの監督を務めた。2010年、ユース時代を過ごしたレアル・ソシエダのユースチーム監督に就任した。
2012年7月、ユースチームでの活躍が認められる形でレアル・ソシエダのトップチームに移り、当時ソシエダを指揮していたフィリップ・モンタニエのアシスタントコーチになった。翌年、モンタニエがスタッド・レンヌFCへ去ると、ソシエダの暫定監督に選ばれた。チームを率いるとすぐに立て直し、UEFAチャンピオンズリーグ予選出場権を獲得した。その予選ではオリンピック・リヨンを下し、CL本大会にチームを導いた。CLグループステージではマンチェスター・ユナイテッドFC、バイエル・レバークーゼンらと同組になったが、1勝も挙げられず、グループ最下位でのCL敗退という苦い結果となった。
2014年4月、ソシエダとの契約を216年まで延長した。2014-15シーズン、第10節までの結果が1勝3分6敗という深刻な不振に見舞われ、順位も17位まで転落。10節終了後に解任された。
2015年6月12日、CDヌマンシアの監督に就任した。2017-18シーズン、アラサテはヌマンシアを昇格プレーオフに導いた。そのプレーオフではレアル・バリャドリードと対戦したものの、2戦合計4-1で敗れ、プリメーラ昇格は叶わなかった。
2018年6月20日、CAオサスナの監督に招聘され、1年契約を交わした。就任1年目にしてヌマンシアでは達成できなかったプリメーラ昇格を決めると、その手腕が評価され、クラブとの契約を2020年6月末まで延長した。昇格後も安定した成績でクラブをプリメーラに残留させ続け、2022-23シーズンにはUEFAヨーロッパカンファレンスリーグ出場権が与えられる7位にオサスナを導き、クラブにとって実に16年ぶりとなる国際大会出場をもたらした。
2024年6月10日、RCDマジョルカの監督に就任し、3年契約を交わした。

## 人物
2020年8月12日、新型コロナウイルスに感染したことが発表された。

## タイトル

### 監督
オサスナ
- セグンダ・ディビシオン : 1回 (2018-19)[10]

個人賞
- ラ・リーガ月間最優秀監督 : 1回 (2013年12月)[14]